# NGC 7163
NGC 7163 é uma galáxia espiral barrada (SBab) localizada na direcção da constelação de Piscis Austrinus. Possui uma declinação de -31° 53' 01" e uma ascensão recta de 21 horas, 59 minutos e 20,3 segundos.
A galáxia NGC 7163 foi descoberta em 27 de Setembro de 1834 por John Herschel.